# تانغ هوتشين
تانغ هوتشين (بالصينية: 唐好辰) مواليد 21 فبراير 1994 في تشنغتشو، هي لاعبة كرة مضرب صينية. أعلى تصنيف لها في الفردي كان 371. أعلى تصنيف لها في الزوجي كان 211.

## النهائيات

### الفردي (1–2)
| الحصيلة | الرقم | التاريخ        | الدورة         | الأرضية | المنافس     | النتيجة       |
| ------- | ----- | -------------- | -------------- | ------- | ----------- | ------------- |
| الوصافة | 1.    | 16 ديسمبر 2013 | هونغ كونغ      | صلبة    | شو شيلين    | 1–6, 4–6      |
| الفوز   | 1.    | 17 مارس 2014   | شنجن، الصين    | صلبة    | تشانغ كيلين | 6–3, 6–2      |
| الوصافة | 2.    | 2 مارس 2015    | جيانغمن، الصين | صلبة    | إيما فلود   | 6–7(7–9), 3–6 |

### الزوجي (3–4)
| الحصيلة | الرقم | التاريخ        | الدورة             | الأرضية | الشريك         | المنافس                          | النتيجة               |
| ------- | ----- | -------------- | ------------------ | ------- | -------------- | -------------------------------- | --------------------- |
| الوصافة | 1.    | 13 فبراير 2012 | أنطاليا، تركيا     | ترابية  | لي ييهونج      | يانج زهاوكسوان تشانغ كيلين       | 6–7(6–8), 7–5, [8–10] |
| الفوز   | 1.    | 31 ديسمبر 2012 | هونغ كونغ          | صلبة    | تيان ران       | إري هوزمي ميو كاتو               | 6–2, 6–1              |
| الوصافة | 2.    | 20 مايو 2013   | تاراكان، إندونيسيا | صلبة    | تيان ران       | نايومي برودي تيودورا ميرسك       | 2–6, 6–1, [5–10]      |
| الوصافة | 3.    | 10 فبراير 2014 | نونثابوري، تايلاند | صلبة    | تيان ران       | فاراتشايا وونجتينتشاي تشانغ لينغ | 6–2, 2–6, [10–12]     |
| الوصافة | 4.    | 29 ديسمبر 2014 | هونغ كونغ          | صلبة    | يي كيويو       | مانا أيوكوا ماكوتو نينوميا       | 6–7(4–7), 6–2, [7–10] |
| الفوز   | 2.    | 16 فبراير 2015 | نيودلهي، الهند     | صلبة    | يانج زهاوكسوان | شو تشينغ ون لي بى تشي            | 7–5, 6–1              |
| الفوز   | 3.    | 2 مارس 2015    | جيانغمن، الصين     | صلبة    | شو تشينغ ون    | جيانغ شينيو تانج كيانهوي         | 6–4, 6–3              |

## الميداليات
| الميدالية | المسابقة                              |
| --------- | ------------------------------------- |
| ذهبية     | الألعاب الأولمبية الصيفية للشباب 2010 |

## روابط خارجية
- تانغ هوتشين على موقع رابطة محترفات التنس (الإنجليزية)
- تانغ هوتشين على موقع الاتحاد الدولي لكرة المضرب (الإنجليزية)
- تانغ هوتشين على موقع كأس بيلي جين كينغ (الإنجليزية)
- تانغ هوتشين على موقع خلاصة التنس.كوم (الإنجليزية)
- تانغ هوتشين على موقع أوليمبيديا (الإنجليزية)
- تانغ هوتشين على موقع اللجنة الأولمبية الصينية (الإنجليزية)